# Ma femme et son flirt
Pour plus de détails, voir Fiche technique et Distribution.
Ma femme et son flirt (Kiss Me Again) est un film américain réalisé par Ernst Lubitsch, sorti en 1925.

## Synopsis
Eprise de son professeur de musique, LouLou décide de quitter son mari. Celui-ci prend alors une chambre dans son club jusqu'au moment du divorce. Rentrant chez lui pour s'habiller, sa femme le persuade de rester. Elle lui avoue l'avoir soupçonné à tort d'avoir une autre femme et est dégoûtée par son professeur. Ils se remettent ensemble.

## Fiche technique
- Titre original : Kiss Me Again
- Titre français : Ma femme et son flirt
- Réalisation : Ernst Lubitsch
- Scénario : Hanns Kräly d'après la pièce de Victorien Sardou et Émile de Najac
- Photographie : Charles Van Enger
- Pays d'origine : États-Unis
- Format : Noir et blanc - 1,33:1 - Film muet
- Genre : comédie
- Date de sortie : 1925

## Distribution

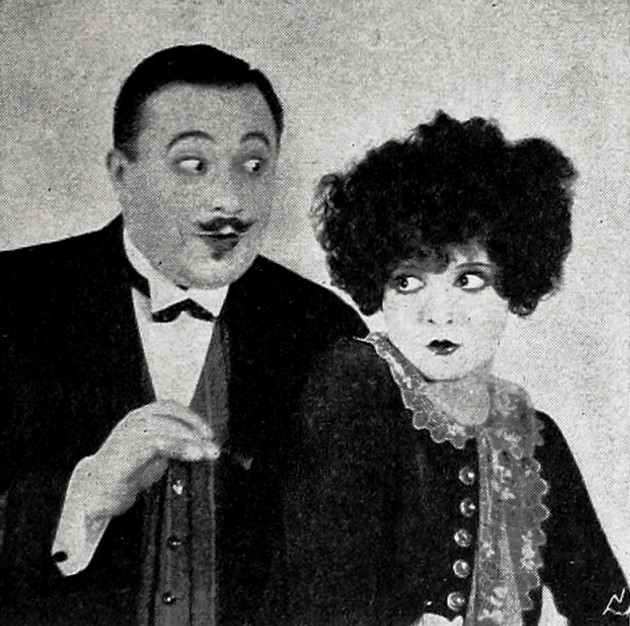
Willard Louis et Clara Bow dans une scène du film.

- Marie Prevost : LouLou Fleury
- Monte Blue : Gaston Fleury
- John Roche : Maurice
- Clara Bow : Grizette
- Willard Louis : Dr. DuBois